# Malcolm Browne
Malcolm Wilde Browne (ur. 17 kwietnia 1931 w Nowym Jorku, zm. 27 sierpnia 2012 w New Hampshire) – amerykański dziennikarz i fotograf. Jego najbardziej znaną pracą było wielokrotnie nagradzane zdjęcie samospalenia dokonanego przez buddyjskiego mnicha Thích Quảng Ðứca w 1963 roku, za które otrzymał nagrodę Pulitzera.

## Życiorys
Browne urodził się i wychował w Nowym Jorku. Jego matka była kwakierką ze skrajnie antywojennymi poglądami. Jego ojciec był architektem. Od przedszkola po ostatnią klasę szkoły średniej Browne uczęszczał do Friends Seminary, kwakierskiej szkoły na Manhattanie. Studiował chemię na Swarthmore College w Pensylwanii.

## Kariera
Dziennikarska kariera Browne'a miała swój początek wraz z poborem do armii w czasie wojny koreańskiej, kiedy został przypisany do pacyficznego wydania dziennika Stars and Stripes, gdzie pracował przez dwa lata. Pracował również dla Times Herald-Record z Мiddletown a w latach 1959-1961 był członkiem Associated Press w Baltimore, po czym został głównym korespondentem tej agencji w Indochinach. 11 czerwca 1963 roku sfotografował moment samospalenia Thích Quảng Ðứca. Za zdjęcie otrzymał Nagrodę Pulitzera w kategorii dziennikarstwa międzynarodowego. Zyskana popularność przyniosła mu również wiele ofert pracy. Z Associated Press rozstał się w 1965 roku.
Przez blisko rok pracował jako korespondent ABC w Sajgonie, ale nie był zadowolony z dziennikarstwa telewizyjnego. Kilka kolejnych lat był freelancerem. W tym czasie przez rok był również stypendystą na Uniwersytecie Columbia dzięki Council on Foreign Relations. W 1968 roku dołączył do New York Times, a w 1972 roku został jego korespondentem w Ameryce Południowej. Przed dziennikarstwem Browne pracował jako chemik, a w 1977 roku został dziennikarzem naukowym w magazynie Discover. W 1985 roku wrócił do Times. W 1991 relacjonował przebieg wojny w Zatoce Perskiej.

## Śmierć

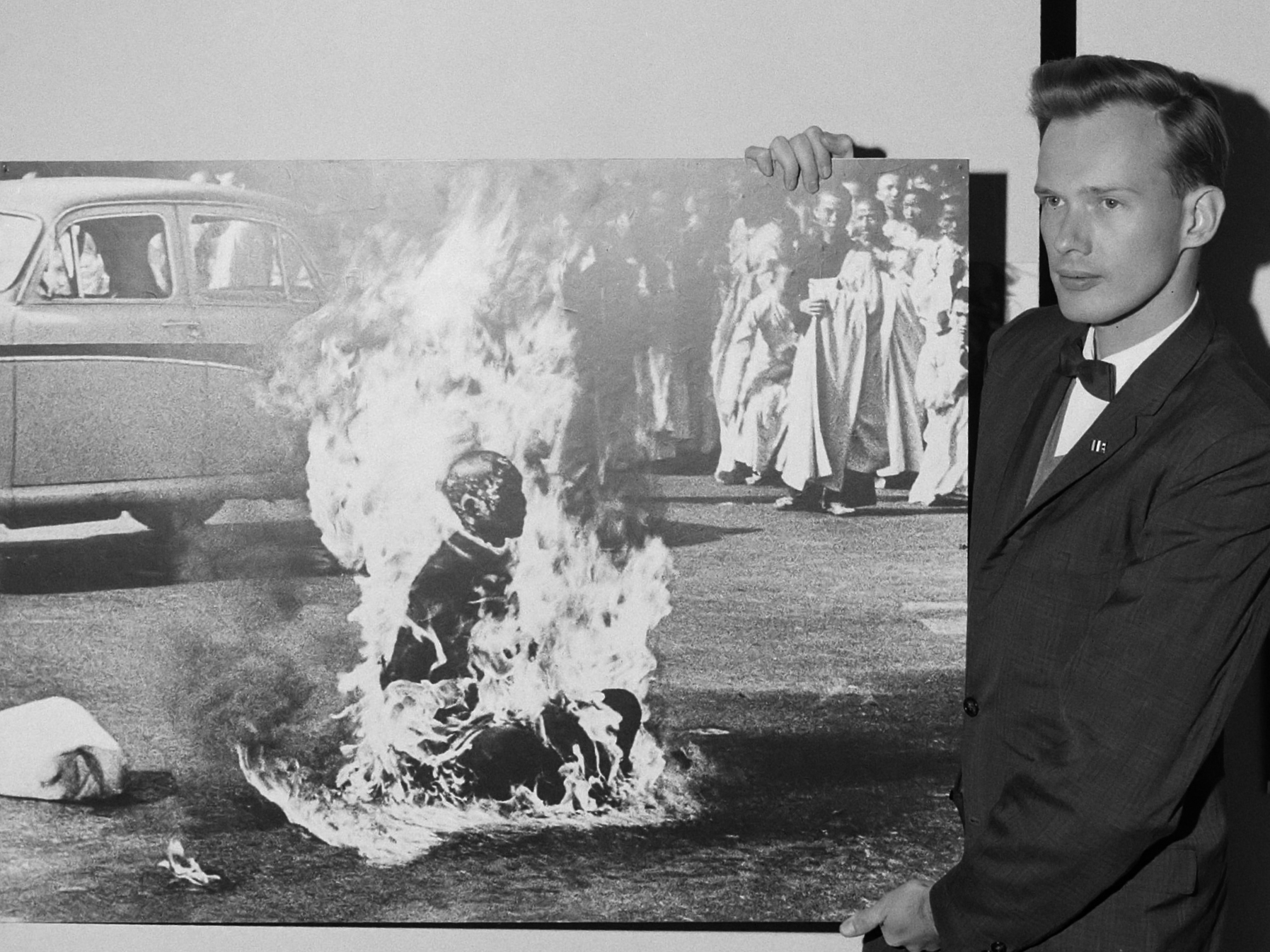
Malcolm Browne podczas World Press Photo 1963

Browne zmarł 27 sierpnia 2012 roku w wyniku powikłań związanych z chorobą Parkinsona. Miał 81 lat. Został pochowany w Vermoncie.

## Nagrody i wyróżnienia
- World Press Photo of the Year (1963)[8]
- Nagroda Pulitzera za dziennikarstwo międzynarodowe (1964)
- George Polk award za odwagę w dziennikarstwie (1964)[9]
- Overseas Press Club Award (1963)[10]
- James T. Grady-James H. Stack Award for Interpreting Chemistry for the Public, American Chemical Society (1992)[11]
- Członek Honorowy Sigma Xi (2002)[12]